# Грабно (Малопольське воєводство)
Грабно (пол. Grabno) — село в Польщі, у гміні Войнич Тарновського повіту Малопольського воєводства.
Населення — 1241 особа (2011).

## Географія
У селі бере початок річка Вєнцкувка.

## Демографія
Демографічна структура станом на 31 березня 2011 року:
|          | Загалом | Допрацездатний вік | Працездатний вік | Постпрацездатний вік |
| -------- | ------- | ------------------ | ---------------- | -------------------- |
| Чоловіки | 624     | 141                | 406              | 77                   |
| Жінки    | 617     | 138                | 329              | 150                  |
| Разом    | 1241    | 279                | 735              | 227                  |